# 16268 Макнілі
16268 Макнілі (16268 Mcneeley) — астероїд головного поясу, відкритий 7 травня 2000 року.
Тіссеранів параметр щодо Юпітера — 3,480.